# Горно Церовене
Го̀рно Церо̀вене е село в Северозападна България. То се намира в община Монтана, област Монтана.

## География
Село Горно Церовене се намира на 11 км западно от Монтана по пътя за Белоградчик. Разстоянието до София е 114 км.
Селото е разположено на площ от 23 кв. км. в една котловина, заградена с четири хълма, които пазят селото от силните северозападни и южни ветрове. Хълмовете са разположени така, че отварят три прохода, от които единият води право на юг, вторият – на изток и третият – на север и северозапад. Тези проходи, въпреки високите хълмове, които заграждат селото, го правят лесно достъпно.
Населението е 503 жители.

## История
Според сведения, дадени от стари хора, това село е заселено отдавна. Няма точна или приблизителна дата. Знае се, че около 1677 година в селото е имало повече от 400 къщи. Било е едно от най-големите в тази околност, но в същата година се появила чума, която уморила масово жителите на селото. Преданието говори, че тогава са починали 70 моми в коцли (Коцел, коцей). По онова време момите се женели в напреднала възраст. Всичките до 20-годишна възраст се смятали за деца, а навършилите 20 години започвали да носят „коцел“ (широки и дълги плитки на косите си, украсени с много монети), като от този момент ставали моми. Пред грозните удари на този ужасен в миналото бич за хората, останалите жители на селото се разбягали в околните гори, а самото село запустяло. От остатъците на голямото тогава село Горно Церовене, се образуват в околността на същото селище няколко малки селца, които са били разположени на около един километър от главното в местностите „Тупано“, „Спасово дръво“, „Подлистовден“ и др. Така пръсналото се население около 50 години не смеело да се завърне в „Чумавото село“. След 50 години, когато старите жители, които са били свидетели на грозните унищожения на чумата, измрели, техните потомци се решили да се завърнат в чумавото село. Това е било около 1727 година. За един период от 50 години старото село Церовене, под влияние на природните стихии и грабежите на разни скитници, било разрушено до основи. Старите му дървени и землени къщи изчезнали, а самото селище обрасло с буйна растителност. То имало вид по-скоро на гора, а не на село. Само една сграда от старото село останала неразрушена както от природните стихии, така и от жителите на новообразуваните селища. Тая сграда била черквата. Тя била малко здание с размери: дълга до 8 м, широка около 6 м и висока 2,5 м. Била е с 3 – 4 стъпала, вкопана в земята, и се намирала на долния край на парцела, на същото място където сега се намира новата черква.
По отношение наименованието на селото – Горно Церовене, има две обяснения. Според едното името Церовене селото е получило от церовата гора, която расте в околността на селото. Според другото обяснение, правилното име е не Горно Церовене, а Горна Царовина. Последното обяснение се мотивира така: по времето на Второто българско царство, селото с неговата околност е било царско имение и се казвало „Царовина“. А впоследствие, когато се създало друго Царовина от преселници, първото било наречено Горна Царовина, защото се намирало по-горе, по-близо до Балкана, а второто – Долна Царовина.
Преданието, че селото е било царско имение и оттам идва името му „Царовина“, намира отчасти потвърждение от следното обстоятелство: в старото село Церовене е имало стара черква, която никой не знае кога и от кого е строена. В нея са се намирали много старобългарски книги – обстоятелство, което сочи, че в древното минало селото е било някакъв книжовен (духовен) център. За тези старобългарски книги споменава и д-р Константин Иречек в своята „История на българите“.
В началото на XVIII век, когато гръцката духовна власт си поставя за цел да унищожи всички ония старобългарски паметници, които биха напомнили на българите за тяхното славно минало, гръцката духовна власт обрича на огън най-напред старобългарската книжнина. След като предава на аутодафе (на изгаряне) богатата старобългарска библиотека в Търново, не пощадява и такива малки книжовни сбирки, каквато е била тая в Горно Церовене. На жителите на Горно Церовене се заповядало да изгорят всичките ония стари книги, които се съхранявали в старата черква на селото. Но селяните, които гледали на тези книги като на скъпа светиня, не се съгласили. В една тъмна нощ ги закопали под две вековни дървета на хълма „Чичеро“, намиращ се северно от селото, не за да ги унищожат, а с надеждата при благоприятни обстоятелства наново да ги приберат в черквата. Такова благоприятно време дошло. След освобождението от гръцка духовна власт, Берковица става средище на първия български епископ в Берковската епархия. Уведомен от жителите на селото за тези книги, той лично идва в селото, за да ги прибере. В един празничен ден една процесия от местното духовенство и първенците на селото, начело с епископ Доротей, се изкачила на хълма „Чичеро“, отишла под въпросните две вековни дървета, за да изкопае скритите книги. След като направили нужния изкоп, с голяма горест на душата си констатирали, че земната влага почти изцяло унищожила закопаните там книги. Намерени били само жалки остатъци от тях. Това се случило през 1864 г.
От казаното по-горе следва, че в това село е имало черква от незапомнени времена. По всичко изглежда, че както старото село Церовене, така и старата му черква са съществували преди установяването на турското владичество в България, защото иконите и книгите, намерени в старата черква, са от старобългарски произход.
От сведения, добити от стари хора, следва, че в Горно Церовене е открито училище около 1827 г. Но в коя именно година е отворено за първи път, не се знае. Твърди се, че е имало килийно училище от незапомнени времена. Почти с положителност се предполага, че това килийно училище е било малко видоизменено продължение на онова чисто черковно училище, което е съществувало по времето на Второто българско царство. Последното предположение намира потвърждение в обстоятелството, че около 1750 г. е имало много грамотни селяни, между които и трима свещеници. Всички тези грамотни хора са се учили в село Горно Церовене.
Важното в случая е, че всичките грамотни хора на селото не са знаели нито да четат, нито да пишат по гръцки, от което следва, че учението в това село е било чисто славянобългарско и далеч от влиянието на гръцката Църква и училище.
Като първи учители се сочат поп Първан, поп Георги, Петър Маринов, Петко Петров Ликин (Шарко, уб. 1877 г.), Петър Първанов Станулов (1845 – 1923), Петър Божинов Рангелов (1846 – 1918), всички от Горно Церовене.
При Освобождението на България селото има около 150 къщи, които са покрити със слама, керемиди и плочи.
Около същото време селото има около 7 – 8 хиляди декара работна земя. Останалата земя е владяна от турчина Халит ага, който бил господар на селото.
В предосвободителната епоха има революционен комитет в селото. А преди Освобождението минава един от апостолите на Българския таен революционен комитет и записва четници. За такива са записани: поп Никола Найденов Шошляков (1793 – 1893), сина му поп Иван Николов (1831 – 1894), Първан Станулов Иванов (1824 – 1894) с някои от синовете си, Иван Първанов Риковски (1844 – 1924), поп Григория Лилков, Таско Лешов (1827 – 1907) и др.
При Освобождението на България руски разезди за първи път пристигат в селото на 8 ноември 1877 г. Те са четирима кавалеристи, дошли откъм село Кутловица (днешния гр. Монтана).
След освобождението на България като първи управници на селото са назначени Георги Еленков и Григор Лазаров Балтийски (1844 – 1894).
Първият жител на селото със средно образование е Апостол Петров Първанов (1876 – 1942), а първият жител с висше образование е брат му Гоцо Петров Първанов (1874 – 1916).
През 1896 година за първи път в селото се основава читалище „Събуждане“.
През Сръбско-българската война от 1885 година няна убити войници от Горно Церовене.
През Балканската война 1912 – 1913 г. има мобилизирани 175 войници, от които 12 са убити и 5 ранени.
По време на Първата световна война са мобилизирани 204 войници, от които 16 са убити и 10 ранени.

## Културни и природни забележителности
Селото е живописно, с богата култура, красива природа и чист въздух. Подходящо е за отдих и туризъм. В близост до него са разположени пещерата Магурата, Белоградчишките скали, комплексът Балова шума, Лопушанският манастир и туристическият център Копрен.

## Личности

### Родени
- Гоцо Петров (1874 – 1916) – български юрист и поручик
- Йорданка Благоева (р. 1947) – българска състезателка по лека атлетика, световна рекордьорка в дисциплината висок скок, медалистка от олимпийски игри, световна шампионка в зала
- проф. арх. Стефан Йорданов Стефанов (3.4.1926 – 24.9.1996) – български архитект, проф. и декан на Архитектурния факултет на ВИАС, носител на Народен орден на труда и орден „Кирил и Методий“, автор на книги и трудове
- Славейко Каменов Първанов (1915-1999) - военен музикант, композитор и ученик на Дико Илиев
- Д-р Михаил Петров Първанов (1887-1972) - околийски лекар в гр. Берковица
- Д-р Дилян Младенов Владимиров - анестезиолог, завждащ очна клиника във Военна болница в гр. София
- Професор гинеколог Георги Илиев Стоянов (21.05.1916 - ), живял и работил в гр. Варна
- Гоцо Първанов Станулов (1853-1925), търговец и народен представител от Кутловска околия, избран за депутат в III-то Велико народно събрание,  както и за 8-то и 9-то обикновени народни събрания
- Иван Първанов Каменов (1869-убит 1923), учител. Един от най-старите и активни дейци на БЗНС във Фердинандска околия. Окръжен организатор и народен представител в ХХ-то обикновено народно събрание в правителството на Александър Стамболийски
- Иван Любенов Истатков (1940-20   ), резбар и иконописец. Живял и творил в гр. Монтана
- Димитър Симеонов - Гоцак (р.1966 г.), скулптор. Организатор е на Първото международно издание на Пленера по рисувана керамика "От 11 до 77". Автор е на паметника на Петър Богдан Бакшев в гр. Чипровци и ГПЧЕ "Петър Богдан" в Монтана, 2001, възтановка на бюст паметника на Володя в с. Виноградец, Пазарджишко-2004, на Васил Левски в гр. Берковица-2007. В съавторство с Чавдар Антов се представя с дървопластиката "Дървото на живота" По Йордан Радичков в гр. Берковица-2007. Негови творби са притежание на художествената галерия "Кирил Петров" в Монтана  и на частни колекции във Франция,  Германия,  САЩ, ЮАР, Русия,  Чехия,  Сърбия,  Черна гора, Македония и др. Твори в с. Горно Церовене
- Владимир Петров Стоянов (Владинко, 1908-1988), електроинженер. Завършил образованието си в Чехословакия през 1939 г. По негова инициатива село Горно Церовене се електрифицира през 1948 г.